# Fjärdhundra
Fjärdhundra is een plaats in de gemeente Enköping in het landschap Uppland en de provincie Uppsala län in Zweden. De plaats heeft 926 inwoners (2005) en een oppervlakte van 109 hectare.

## Verkeer en vervoer
Bij de plaats lopen de Riksväg 70 en Länsväg 254.